# Niebla antiqua
Niebla é um gênero de dinossauros terópodes da família Abelisauridae, nativo da formação Allen do Cretáceo Superior, durante o Campaniano-Maastrichtiano, há cerca de 72 a 69 milhões de anos. Até ao momento apenas uma espécie foi nomeada, Niebla antiqua. O gênero faz alusão aos dias nebulosos durante a escavação do holótipo.

## Descoberta e nomeação
O holótipo do gênero, MPCN-PV-976, consiste em uma caixa craniana completa, dentário esquerdo incompleto, dentes isolados, vértebras dorsais incompletas e um escápulocoracoide incompleto. O espécime foi descoberto desarticulado, porém associado em uma área de 2 m². Esses elementos provém da região da Colina Matadero, na fazenda Arriagada, cerca de 70 quilômetros da cidade de General Roca, na Província Argentina de Río Negro. As rochas dessa localidade são atribuídas ao topo da Formação Allen, do grupo Neuquén, e data do Campaniano final e Maastrichtiano inicial, há cerca de 72 a 69 milhões de anos.
O nome do gênero Niebla vem do espanhol e significa névoa, fazendo alusão aos dias nebulosos que os paleontólogos tiveram durante as escavações do holótipo do táxon, enquanto o epíteto específico N. antiqua também vem do espanhol e significa antiga, fazendo referência a idade de milhões de anos do animal. A combinação Niebla antiqua significa "névoa antiga".

## Descrição

### Tamanho e idade
Dentre os Abelissauríneos, Niebla antiqua é o menor táxon descrito até o momento, com cerca de 4,5 metros. Essas estimativas foram feitas baseadas no tamanho do escapulocoracóide, que se mostrou uma boa referência para dimensionar Abelissaurídeos. Essas dimensões são estranhas para o grupo, que varia de 6 a 9 metros de comprimento e levantou dúvidas se o holótipo realmente se tratava de indivíduo adulto, porém análises dos tecidos demonstraram que o holótipo de Niebla antiqua era um adulto com idade aproximada de nove anos. Dado essas informações, acredita-se que Niebla tinha um papel ecológico diferente dos demais Abelissaurídeos e demonstra que esses animais variavam muito mais no tamanho do que anteriormente acreditava-se.

### Possível relação comQuilmesauruseAbelisaurus
A formação Allen abriga pelo menos mais um táxon de Abelissaurídeo, o gênero Quilmesaurus. Esse táxon é fragmentário, descrito a partir da parte distal de um fêmur direito e uma tíbia direita. A falta de material compartilhado entre esses gêneros torna a comparação difícil, e somente observações sobre a idade e tamanho podem ser realizadas. O holótipo de Quilmesaurus curriei tinha pelo menos 5,3 metros de comprimento e ainda era um indivíduo jovem e em fase de crescimento, fato contrastante com o holótipo de Niebla antiqua. Por enquanto esses táxons são considerados distintos, porém sem a descoberta de novos materiais, nada pode ser afirmado com certeza.
O gênero-tipo da família Abelisauridae, o próprio Abelisaurus comahuensis, foi descoberto em um sítio no Lago Pellegrini, que originalmente foi descrito como parte da formação Allen. Estudos posteriores discordaram dessa posição e incluíram essa localidade na formação Anacleto, um pouco mais antiga, porém novos estudos tem discordado dessas análises e acreditam que o holótipo de Abelisaurus é proveniente de outra localidade, pertencente a formação Allen. A discussão ainda não acabou, porém para evitar problemas posteriores, os descritores de Niebla antiqua optaram por descrever várias características únicas de Niebla que não existiam em Abelisaurus, assim provando sua validade.

## Paleoecologia
A formação Allen, do Campaniano e Maastrichtiano do Cretáceo Superior, eram um ambiente semi-costeiro, variando de rios e lagos no continente para estuários na costa. Esse local era habitado por vários gêneros de Titanossauros típicos Sul-Americanos, como Aeolosaurus sp, Bonatitan reigi, Panamericansaurus schroederi e Rocasarus muniozi, Hadrossaurídeos, típicos dos continentes do norte, como Lapampasaurus cholinoi, Bonapartesaurus rionegrensis e Willinakaqe salitrensis (possivelmente polifilético), vários terópodes como Quilmesaurus curriei, Austroraptor cabazai, Lamarqueavis australis e Limenavis patagonica e um nodossaurídeo não descrito.

Fauna da formação Allen

## Classificação
Niebla antiqua é parte da subfamília Abelisaurinae, um clado derivado dentro dos clados Furileusauria e Brachyrostra da família Abelisauridae. Os táxons dessa subfamília são conhecidos por possuírem incríveis capacidades cursorias, principalmente nos gêneros Aucasaurus e Carnotaurus, que possuem os membros posteriores preservados, apresentam pernas longas e vértebras caudais adaptadas para acomodar uma musculatura super-desenvolvida. Por meio do agrupamento filogenético, infere-se que Niebla antiqua também tivesse adaptações semelhantes.
Filogenia dos Brachyrostra por Rolando et al (2020):
|  | \| \| Rahiolisaurus \| \| \| \| \| \| Dahalokely \| \| \| \| |
|  |                                                              |
|  | Rahiolisaurus                                                |
|  |                                                              |
|  | Dahalokely                                                   |
|  |                                                              |

|  | Rahiolisaurus |
|  |               |
|  | Dahalokely    |
|  |               |

|               | Viavenator |
|               | |
|               | Quilmesaurus |
|               | |
|               | Pycnonemosaurus                                                                                                   |
|               | |
|               | Skorpiovenator |
|               | |
|               | Ekrixinatosaurus                                                                                                  |
|               | |
|               | Ilokelesia |
|               | |
| Abelisaurinae | \| \| Niebla \| \| \| \| \| \| Carnotaurus \| \| \| \| \| \| Aucasaurus \| \| \| \| \| \| Abelisaurus \| \| \| \| |
|               | \| \| Niebla \| \| \| \| \| \| Carnotaurus \| \| \| \| \| \| Aucasaurus \| \| \| \| \| \| Abelisaurus \| \| \| \| |
|               | Niebla |
|               | |
|               | Carnotaurus |
|               | |
|               | Aucasaurus |
|               | |
|               | Abelisaurus |
|               | |

|  | Niebla      |
|  |             |
|  | Carnotaurus |
|  |             |
|  | Aucasaurus  |
|  |             |
|  | Abelisaurus |
|  |             |